# Mathias Einert
Mathias Einert (* 22. Mai 1954 in Hannover; † 1. Juni 2004 in Berlin) war ein deutscher Schauspieler und Synchronsprecher.

## Leben
Mathias Einert studierte Meteorologie und arbeitete als Synchronsprecher. Schon als Kind war er in Funk und Fernsehen tätig. Er spielte 1962 in der Fernsehserie „Jedermannstraße 11“ und später in Serien wie „Tatort“, „Jauche und Levkojen“ und „Nirgendwo ist Poenichen“ mit. Zudem übernahm er einige Rollen in Hörspielen, so war er 1977 die Stimme von Pinocchio in „Pinocchio Oder Zäpfel Kerns Abenteuer“ Teil 1 und 2. In Rocky V (1990) synchronisierte Einert den Boxer Tommy Morrison der von Hauptdarsteller Sylvester Stallone als Rockys Gegner ausgewählt wurde.
Zudem betätigte er sich als Leistungssportler in der Leichtathletik und erhielt auch mehrere Auszeichnungen im Bereich Mittel- und Langstreckenlauf. Am 1. Juni 2004 – 10 Tage nach seinem 50. Geburtstag – verstarb Einert, die Todesursache ist unbekannt.

## Synchronrollen (Auswahl)
Mark Harmon
- 1987: als Fielding Carlyle in Flamingo Road
- 1987: als Sam Crawford in Das Model und der Schnüffler
- 1988: als Jay Austin in Presidio
- 1991: als Dr. Robert Caldwell in Chefarzt Dr. Westphall

Jean-Claude Van Damme
- 1988: als Frank Dux in Bloodsport
- 1989: als Gibson Rickenbacker in Cyborg

### Filme
- 1966: Marinko Cosic als Happy in Winnetou und das Halbblut Apanatschi
- 1971: Bud Cort als Harold Chasen in Harold und Maude
- 1972: Jerry Houser als Simms in In schlechter Gesellschaft
- 1974: Christian Sofron als Service Cross in Zwei Jahre Ferien
- 1979: Sam Bottoms als Lance B. Johnson in Apocalypse Now
- 1983: Daniel Stern als Officer Richard Lymangood in Das fliegende Auge
- 1986: Anthony Edwards als Goose in Top Gun – Sie fürchten weder Tod noch Teufel
- 1987: Antonio Banderas als Antonio Benítez in Das Gesetz der Begierde
- 1988: Ernie Dingo als Charlie in Crocodile Dundee II
- 1988: Tomas Arana als Lazarus in Die letzte Versuchung Christi
- 1990: Robert Patrick als O’Reilly in Stirb langsam 2
- 1993: Michael A. Nickles als Jim Morrison in Wayne’s World 2
- 1996: Tim Roth als Charles Ferry in Alle sagen: I love you
- 1996: Todd Louiso als Marvin Isherwood in The Rock – Fels der Entscheidung

### Serien
- 1973: Gene Woodbury als Lewis Humes in Kojak – Einsatz in Manhattan
- 1988: Greg Evigan als Eric Gordon in Matlock
- 1989–1995: Thom Huge als Jon Arbuckle in Garfield und seine Freunde
- 1990–1992: Dirk Benedict als Lt. Templeton „Faceman“ Peck (2. Stimme RTL) in Das A-Team
- 1991/1993–1994: Andrew McFarlane als Dr. Tom Callaghan in Die fliegenden Ärzte
- 1992: Richard Cox als Kyril Finn in Raumschiff Enterprise – Das nächste Jahrhundert
- 1993: Jeffrey Hunter als Cpt. Pike in Raumschiff Enterprise
- 1994: John Snyder als Aaron Conor in Raumschiff Enterprise – Das nächste Jahrhundert
- 1996: Michael Crider/Christopher Darga/Steven Ford als Captain Kyriacou/Cob/Dan Austin in JAG – Im Auftrag der Ehre
- 1996: Andrew S. Gilbert als Jimmy Holloway in Water Rats – Die Hafencops
- 1997: Steve Bacic als Agent Collins in Emergency Room – Die Notaufnahme
- 1997: Philip E. Johnson als Tom Flanagan in Allein gegen die Zukunft

### Hörspiele
- 1969: Der 35. Mai – von Erich Kästner[1][2]

## Filmografie
- 1962: Jedermannstraße 11
- 1966: Rasputin
- 1969: Die Kramer (TV-Serie)
- 1971: Das Freudenhaus
- 1974: Hamburg Transit: Der 7. Kanal
- 1974: Piraten des Pazifik
- 1977: Tatort – Wer andern eine Grube gräbt …
- 1978: Jauche und Levkojen
- 1978: Tatort – Himmelfahrt
- 1980: Nirgendwo ist Poenichen – Fernseh-Mehrteiler
- 1983: Martin Luther